# Divize C 1969/1970

V soubojích 5. ročníku České divize C 1969/70 se utkalo 14 týmů dvoukolovým systémem podzim - jaro. Tento ročník začal v srpnu 1969 a skončil v červnu 1970.

## Nové týmy v sezoně 1969/70
Z 2. ligy – sk. A 1968/69 nesestoupil do Divize C nikdo. Z krajských přeborů ročníku 1968/69 postoupila mužstva SK Turnov, TJ Sparta Úpice a TJ Lokomotiva Trutnov z Východočeského krajského přeboru a TJ Xaverov Horní Počernice a TJ Tatra Smíchov ze Pražského přeboru a TJ Kosmos Čáslav ze Středočeského krajského přeboru. Také sem byla přeřazena mužstva TJ Motorlet Praha z Divize A a TJ Bohemians ČKD Praha "B", TJ Tesla Žižkov z Divize B.

## Výsledná tabulka
Zdroj: 
| Poř. | Tým                           | Z  | V  | R | P  | VG | OG | B  |
| ---- | ----------------------------- | -- | -- | - | -- | -- | -- | -- |
| 1.   | SK Turnov                     | 26 | 18 | 3 | 5  | 70 | 27 | 39 |
| 2.   | TJ VCHZ Pardubice "B"         | 26 | 13 | 5 | 7  | 46 | 40 | 31 |
| 2.   | TJ Spartak Pečky              | 26 | 12 | 6 | 8  | 42 | 48 | 30 |
| 4.   | TJ Sparta Úpice               | 26 | 10 | 9 | 7  | 40 | 33 | 29 |
| 5.   | TJ Lokomotiva Nymburk         | 26 | 12 | 4 | 10 | 50 | 39 | 28 |
| 6.   | TJ Xaverov Horní Počernice    | 26 | 11 | 6 | 9  | 35 | 40 | 28 |
| 7.   | TJ Spartak Hradec Králové "B" | 26 | 9  | 8 | 9  | 37 | 33 | 26 |
| 8.   | SK Sparta Kutná Hora          | 26 | 10 | 6 | 10 | 44 | 36 | 26 |
| 9.   | TJ Tatra Smíchov              | 26 | 10 | 6 | 10 | 33 | 38 | 26 |
| 10.  | TJ Lokomotiva Trutnov         | 26 | 9  | 7 | 10 | 47 | 42 | 25 |
| 11.  | TJ Bohemians ČKD Praha "B"    | 26 | 9  | 6 | 11 | 34 | 38 | 24 |
| 12.  | TJ Motorlet Praha             | 26 | 8  | 7 | 11 | 35 | 36 | 23 |
| 13.  | TJ Kosmos Čáslav              | 26 | 6  | 5 | 15 | 26 | 52 | 17 |
| 14.  | TJ Tesla Žižkov               | 26 | 3  | 6 | 17 | 23 | 62 | 12 |

Poznámky:
- Z = Odehrané zápasy; V = Vítězství; R = Remízy; P = Prohry; VG = Vstřelené góly; OG = Obdržené góly; B = Body

|  | Postup do 3. ligy – sk. A 1970/71                |
|  | Sestup do příslušného oblastního přeboru 1970/71 |